# Култура Немачке
Културу Немачке је од почетка играла важну улогу у Европи. Њена уметничка и културна историја може се пратити још од времена Келта, Тевтонаца и старих Римљана. Још од средњег века, немачка култура је била поносна на многе признате и реномиране личности. Током историје, Немачка је такође спомињана као „земља песника и мислилаца“.

## Историја
Немачка култура је била врхунац Европе хиљадама година. Била је центар периода миграција, Каролиншког царства, Светог римског царства, схоластика, Ханза, немачке ренесансе, штампарске револуције, протестантске реформације, Пруске, романтизма Вајмар и националсоцијализама.
Постоји велики број немачких државних празника. Земља је посебно позната по прославама Октоберфеста у Минхену, карневала у Северној Рајни-Вестфалији, и Божића познатијег као Weihnachten. Дан немачког јединства се слави сваког 3. октобра, као дан сећања на уједињење Источне Немачке и Западне Немачке 1990. године.
Унеско је уписао 46 имања у Немачкој на листу светске баштине. Немачка је призната по томе што је имала најпозитивнији утицај у свету 2011, 2013. и 2014. године.

## Језик
Немачки је најговорнији језик у Европској Унији. Говори се у Немачкој, Аустрији, Швајцарској, Белгији, Луксебургу и Лихтенштајну. Један је од 23 званична језика Европске уније и један од три радна језика Европске комисије, заједно са енглеским и француским.
Широм света немачки језик има приближно 100 милиона изворних говорника, а приближно има 80 милиона говорника који нису матерњи. Око 90 милиона људи говори га као главни језик у ЕУ (18%). Око 67% немачких грђана знају још један страни језик, док 27% знају још два страна језика.
Немачки је западногермански језик и блиско је повезан са енглеским, холандским и фризијским језицима и класификован је поред њих. Немачка абецеда садржи три све самогласнике, плус три са умлаутом, то су ä, ö и ü, као и плус једно слово које се не појављује ни у једном другом језику, а то је ß.

## Књижевност
Немачка књижевност се може пратити све до средњег века, а најзначајнији аутори тог периода били су Валтер фон дер Вогелвајд и Волфрам фон Ешенбах. Теолог Лутер је превео библију на немачком.
Браћа Грим су најпознатији приповедачи народних прича, приче као што су Пепељуга, Краљ жаба, Ивица и Марица, Црвенкапа, Златокоса, Успавана лепотица, Снежана и седам патуљака.

Неки од најугледнијих немачких филозофиа и ауториа су Лесинг, Гете, Шилер, Клајст, Хофман, Брехт, и Хајне. Девет Немаца је добило Нобелову награду за књижевност : Теодор Момзен, Пол фон Хајзе, Герхарт Хауптман, Томас Ман, Нели Сакс, Херман Хесе, Хајнрих Бел, Гинтер Гра и Херта Милер .

## Музика
Немачка садржи неке од најпознатијих светских класичних композитора, укључујући Баха и Бетовена, који су обележили прелаз између класичне и романтичне ере у западној класичној музици. Немци су такође развили многе химне.
Међу другим композиторима аустро-немачке традиције који су стекли међународну славу су Волфганг Амадеус Моцарт, Брамс, Вагнер, Хајдн, Јохан Пахелбел, Шуберт, Хендел, Шуман, Менделсон Бартолди, Јохан Штраус ИИ, Штраус, Рихард, Штраус, Телеенберг, и Малер.
Данас, Немачка је највеће музичко тржиште у Европи и треће по величини у свету после САД и Јапана. У немачкој постоји око 130 оркестара.  Најпопуларнији жарнови музике су поп, рок, класична, метал, кантри и шлагер

## Биоскоп
У немачкој постоје 1730 биоскопа. Режисер Фриц Ланг са седиштем у Аустрији, који је постао немачки држављанин 1926. и чија је каријера цветала у предратној немачкој филмској индустрији, наводно је извршио велики утицај на холивудску кинематографију. Његов неми филм Метрополис (1927) назива се рођењем модерних научнофантастичних филмова. Основан 1912. године, филмски студио Бабелсберг је најстарији филмски студио великих размера на свету. Страни филмови су обично синхронизовани на Немачком језику.

Током 1970-их, редитељи новог немачког филма као што су Вернер Херцог, Вим Вендерс и Рајнер Вернер Фасбиндер вратили су западнонемачку кинематографију на међународну сцену својим често провокативним филмовима.
У новије време, филмови попут Збогом, Лењине (2003), Главом о зид (2004), Хитлер, последњи дан (2004) и Комплекс Бадер Мајнхоф (2008) уживали су међународни успех.

## Религија
59,4% Немаца су хришћани: 30% су римокатолици, а 29% су повезани са протестантизмом. Остали проценти су углавном атеисти, и 3% муслимани
Немачка је у једном тренутку била скоро у потпуности унутар римокатоличког Светог римског царства, али је такође била извор протестантских реформатора као што је Мартин Лутер. Током Културкампфа (од око 1872. до 1886.) влада се супротстављала католичкој цркви.
Немачка је имала значајну јеврејску популацију. Само неколико хиљада људи јеврејског порекла остало је у Немачкој након Холокауста, али немачка јеврејска заједница сада има око 100.000 чланова, многи из бившег Совјетског Савеза.

## Наука
Немачка је била дом многих познатих проналазача и инжењера, као што је Алберт Ајнштајн, Макс Планк, Јоханес Гутенберг, Ханс Гајгер, Гајгеровог бројача и Конрад Зусе. Немачки проналазачи, инжењери и индустријалци као што су Цепелин, Дајмлер, Дизел, Ванкел, фон Браун и Бенц помогли су у обликовању модерне технологије аутомобилског и ваздушног транспорта.
Рад Алберта Ајнштајна и Макса Планка био је кључан за заснивање модерне физике, коју су Вернер Хајзенберг и Ервин Шредингер даље развијали. Њима су претходили кључни физичари као што су Херман фон Хелмхолц, Јозеф фон Фраунхофер и Габријел Данијел Фаренхајт, између осталих. Вилхелм Конрад Рентген је открио рендгенске зраке, достигнуће које му је донело прву Нобелову награду за физику 1901. године.
Немачка је дом неких од најбољих академских центара у Европи. Неки познати универзитети су они у Минхену и Берлину, Универзитет у Тибингену, Универзитет у Гетингену, Универзитет у Берлину и Универзитет у Фрајбургу, између многих других Универзитет у Хајделбергу је један од најстарих у Европи.

## Кухиња
Немачка кухиња варира од региона до региона. Јужни региони Баварске и Баден-Виртемберг, на пример, деле кулинарску културу са Швајцарском и Аустријом. Свака немачка савезна држава има своју врсту кухиње.
Популарна немачка изрека има значење: ''Доручкуј као цар, ручај као краљ, а вечерај као просјак''. Доручак је обично избор хлеба и пецива са џемом и медом или нарезака и сира, понекад уз кувано јаје. Житарице или мусли са млеком или јогуртом су мање уобичајене, али широко распрострањене. У пекарама широм земље продаје се више од 3000 врста хлеба.
Као земља са много имиграната, Немачка је усвојила многа интернационална јела у своју кухињу и свакодневне навике у исхрани. Италијанска јела попут пица и тестенина, грчка јела попут гирос, мусака и спанакопита, турска и арапска јела попут донер кебаба и фалафела. Распрострањени су међународни ланци хамбургера, као и кинески и грчки ресторани. Широм државе се налазе популарни ланци као McDonalds, Burger King, Starbucks, KFC, и Pizza Hut.

## Спорт
27.000.000 Немаца су чланови спортских клубова, а додатних 12.000.000 се бави таквом делатношћу појединачно. Асоцијацијски фудбал је најпопуларнији спорт. Са више од 6.300.000 званичних чланова, Немачки фудбалски савез је највећа спортска организација те врсте на свету. Бундеслига привлачи другу највећу просечну посећеност било које професионалне спортске лиге на свету. Међу најуспешнијим и најугледнијим фудбалерима су: Франц Бекенбауер, Герд Милер, Јирген Клинсман, Лотар Матој и Оливер Кан. Остали популарни спортови су рукомет, одбојка, кошарка, хокеј и тенис.
Немачка је једна од водећих земаља у мотоспорту у свету. Победнички аутомобили, тимови и возачи дошли су из Немачке. Један од најуспешнијих возача Формуле 1 у историји, Михаел Шумахер, поставио је многе значајне рекорде у мотоспорту током своје каријере, освојивши седам светских шампионата Формуле 1 и 91 победу у тркама Формуле 1, што га чини најпозлаћенијим возачем од дебитантске сезоне Формуле 1 у 1950. Он је један од најплаћенијих спортиста у историји и постао је спортиста милијардер.
Игре пријатељства су врсте такмичења у Немачкој, углавном у разним спортовима, као што су стреличарство, пливање и јахање. Бекстер хоф (Bexter Hof) се одржава сваке године, и држи назив игре пријатељства. Њихов мото је ''Пријатељи, не шампијони''.

## Галерија
- Град Регензбург (УНЕСКО Светска баштина)
- Christkindlemarkt у Нирнбергу, највећиа божићна пијаца
- Октоберфест у Минхену је највећи светски сајам.
- Funkemariechen на карневалу у Келну
- Берлински фестивал